# Madones de Pittoni
 (avril 2020).
Cette page répertorie les peintures représentant les Madones de Giovanni Battista Pittoni, soit un total de dix œuvres.
La Vierge à l'Enfant, ou Madone, est un thème récurrent en peinture et en sculpture religieuses, renvoyant à la Nativité du Christ et à la maternité de la Vierge Marie.

## Madones de Pittoni
| Image | Titre                                                        | Date    | Technique | Support | Dimensions en cm | Pays                                        | Ville     | Lieu de conservation                          |
| ----- | ------------------------------------------------------------ | ------- | --------- | ------- | ---------------- | ------------------------------------------- | --------- | --------------------------------------------- |
|       | La Nativité avec Dieu le Père et le Saint-Esprit             | 1749    | peinture  | mur     | 197 × 67 cm      | Royaume-Uni                                 | Londres   | National Gallery                              |
|       | Vierge à l'Enfant avec deux anges                            |         | peinture  | mur     | 86×104           | Pologne                                     | Varsovie  | Musée national de Varsovie                    |
|       | Nativité (Pittoni)                                           | 1730    | peinture  | mur     | 74×56            | France                                      | Quimper   | Musée des Beaux-Arts de Quimper               |
|       | Vierge et l'Enfant avec les Saints (Pittoni)                 | 1730    | peinture  | mur     |                  | Italie                                      | Verona    | Musée de Castelvecchio                        |
|       | La Sainte famille (Pittoni)                                  |         | peinture  | mur     |                  | Allemagne                                   | Weimar    | Palais de Weimar                              |
|       | Le Repos pendant la fuite en Égypte (Pittoni)                | 1725-26 | peinture  | mur     | 108.5x136        | Espagne                                     | Barcelone | Fondation de la collection Thyssen-Bornemisza |
|       | La Naissance du Christ (Pittoni)                             | 1735    | peinture  | mur     | 73.5×56.5        | Allemagne                                   | Weimar    | Collection de peintures de l'État de Bavière  |
|       | L'Adoration des mages (Pittoni)                              | 1740    | peinture  | mur     | 420×260          | Italie                                      | Brescia   | Santi Nazaro e Celso, Brescia                 |
|       | Saints en adoration de la Sainte Famille en gloire (Pittoni) | 1767    | peinture  | mur     | 81.5×64.5        | Le Trésor d'Italie (exposition à Expo 2015) |           | Collection privée                             |